# 香港道教聯合會圓玄學院石圍角小學

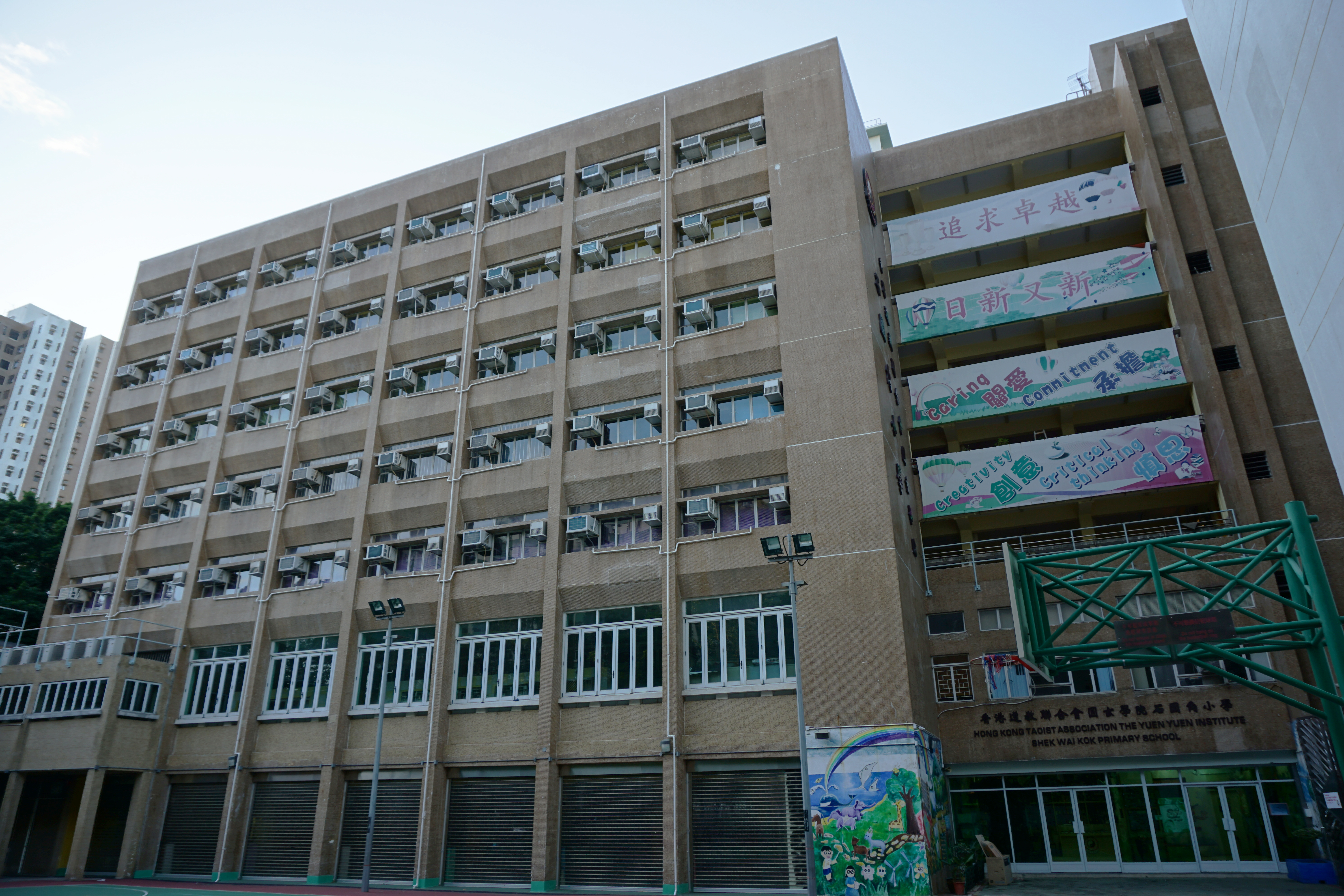
翻油前

香港道教聯合會圓玄學院石圍角小學（英語：H.K.T.A.The Yuen Yuen Institute Shek Wai Kok Primary School），簡稱石圍角小學，位於新界荃灣石圍角邨，為香港道教聯合會主辦之第四間政府津貼小學，於1982年3月1日創校。

## 辦學宗旨
學校以「道化教育」為辦學宗旨，並以校訓「明道立德」為目標，努力推行品德和學業並重的全人教育，提倡孝悌忠信禮義廉恥八德作為學生修身之本。學校亦重視訓練學生思維能力，大力推行可持續發展教育及透過多元化活動培養學生關心社會、愛我中華及保護環境的態度。

## 班級結構
- 2023-24年度小一至小六共開設17班，而小四、小五、小六增設「加強輔導班（R班）」。

### 班級教學模式
設小班教學。小三至六設加輔班，以協助學習能力稍遜的學生學習，提升他們的學習能力及自信心。

## 學校設施
學校一共有24個課室、兩個操場、一個禮堂、一個圖書館、多媒體語言學習室、電腦室、音樂室兩個、活動中心、閱讀室、英文自學角、輔導學習室、閱讀角、燒烤樂園、有機園圃。

## 課外活動
設30餘個課外活動，包括學術、體育、制服隊伍、英語話劇、中國舞、壁畫、魔術、Lego機械探索隊、校園小記者、歌詠、銅管樂、手鈴、劍擊、書法、繪畫、獅藝、武術。

## 學校特色
- 「可持續發展教育」訓練學生從多角度思考，愛護環境得以持續發展；推動「好學生獎勵計劃」及「每月之星」等活動，培養學生自律、盡責、關愛等態度。

- 每級因應課程統整及專題研習的主題進行考察活動。P.4-6學生會到外地進行研習活動。

## 歷任校監
- 趙耀年先生[1]

## 歷任校長
- 鄧春霖先生
  - 1982年—1994年（上午校）

- 周耀祖先生
  - 1982年—1994年 （下午校）
  - 1994年—1998年 （上午校）
  - 1998年—1999年 （下午校）

- 趙楚芬女士 
  - 1994年—1998年 （下午校）
  - 1998年—2005年 （上午校）[1]

- 陳義源先生 
  - 1999年—2005年 （下午校）[2]
  - 2005年—2006年 （上午校及全日制）

- 陳淑儀女士
  - 2005年—2006年 （下午校）
  - 2006年—2010年 （全日制）

- 朱活民先生
  - 2010年—2016年 （全日制）

- 麥綺華女士
  - 2016年—2023年 （全日制）

- 郭敏麗女士
  - 2023年 （全日制）

## 著名/傑出校友
- 潘欣妮：香港女歌手[3] (2007年上午校)

## 外部連結
- 香港道教聯合會圓玄學院石圍角小學 （页面存档备份，存于）
- 香港道教聯合會圓玄學院石圍角小學概覽